# Oppo
Oppo, nom curt de Guangdong OPPO Mobile Telecommunications Corp, és un fabricant de productes electrònics amb seu a Dongguan, a la província de Guangdong, a la Xina. És principalment conegut pels seus telèfons intel·ligents. Altres empreses relacionades, i que comparteixen la mateixa marca comercial, són OPPO Shop (Europa), OPPO Corea i la seva filial nord-americana OPPO Digital Inc, que dissenya i fabrica DVDs. No obstant això, operen com a empreses completament diferents.
És subsidiària de BBK Electronics, igual que Vivo, OnePlus i Realme.

## Història
La marca OPPO es va registar a la Xina el 2001 i es va llançar el 2004. Des de llavors, s'ha expandit a més de 40 països.
El juny de 2016 OPPO es va convertir en el major fabricant de telèfons intel·ligents de la Xina, distribuïnt els seus telèfons en més de 200.000 punts de venda. OPPO va ser la marca de telèfons intel·ligents més important de la Xina l'any 2019 i va ocupar el lloc número 5 en la quota de mercat a tot el món.

## Associacions
A l'any 2010, per al llançament de la marca a Tailandia, OPPO es va associar amb la banda K-POP 2PM amb la seva cançó Follow Your Soul.
El juny de 2015, la marca va signar un acord amb el Futbol Club Barcelona per convertir-se en soci oficial del club de futbol català. L'agost de 2017 la marca va comercializar una edició especial de L' OPPO R11 amb els colors del club. També el 2017, van llançar a la Xina, en associació amb la marca de luxe Guerlain, una edició especial de l'OPPO R11 en vermell.
OPPO ha estat un soci oficial de l'equip de cricket de l'Índia des d'abril de 2017, es va llançar una edició especial de l'OPPO F3 anomenada BCCI Limited Edition. Aquesta edició està decorada amb el logo del BCCI i amb autògrafs de Virat Kohli, Dhoni i Ravichandran Ashwin a la part posterior. Un nombre limitat de telèfons es van vendre per subhasta.
A l'octubre de 2018, OPPO va llançar una edició especial de 512 GB de l' OPPO Find X en fibra de carboni amb els colors dels cotxes Lamborghini.

## Productes

### Smartphones
Produeixen telèfons de les sèries A, Find, F, N i R. OPPO també produeix auriculars i reproductors Blue-Ray sota la seva marca OPPO Digital.

#### Sèries OPPO F
Són dispositius centrats en selfies amb tecnologia Mediatek, OPPO va utilitzar el seu eslògan ''expert en selfies'' en aquesta sèrie.
| Model          | Sortida al mercat | Visualització                   | Chipset                 | Memòria                      | Càmera posterior | Càmera frontal | OS                        | Bateria  | Color               |
| -------------- | ----------------- | ------------------------------- | ----------------------- | ---------------------------- | ---------------- | -------------- | ------------------------- | -------- | ------------------- |
| F1             | Gener 2016        | 5.0" HD (720 x 1280 px)         | Qualcomm Snapdragon 616 | - ROM : 16GB - RAM: 3 GB     | 13MP             | 8MP            | Android 5.1 ColorOS 2.1   | 2500 mAh | Blanc Or            |
| F1 Plus        | Març 2016         | 5.5" FULL HD+ (1080 x 1920 px)  | MediaTek Helio P10      | -ROM: 64GB -RAM: 4GB         | 13MP             | 16MP           | Android 5.1 ColorOS 3     | 2850 mAh | -Or -Or rosa        |
| F1s            | Agost 2016        | 5.5" FULL HD+ (720 x 1280 px)   | MediaTek MTK7650        | -ROM: 32/64GB -RAM: 3/4GB    | 13 MP            | 16MP           | Android 5.1 ColorOS 3     | 3075 mAh | -Or -Or rosa -Gris  |
| F3             | Maig 2017         | 5.5" FULL HD+ (1080 x 1920 px)  | MediaTek MT6750T        | -ROM: 64GB -RAM: 4GB         | 13MP             | 16MP           | Android 6 ColorOS 3       | 3200 mAh | -Or -Or rosa        |
| F3 Plus        | Març 2017         | 5.5" FULL HD+ (1080 x 1920 px)  | MediaTek MT6750T        | -ROM: 64GB -RAM: 4GB         | 13MP             | 16MP           | Android 6 ColorOS 3       | 4000 mAh | Rosa Or             |
| F5             | Octubre 2017      | 6.0" FULL HD+ (1080 x 2160 px)  | MediaTek Helio P23      | -ROM: 32/64GB -RAM: 4/6GB    | 16MP             | 20MP           | Android 7.1.1 ColorOS 3.2 | 3200 mAh | Negre Or Vermell    |
| F5 Youth       | Novembre 2017     | 6" FULL HD+ (1080 x 2160 px)    | MediaTek Helio P23      | -ROM: 32GB - RAM: 3/4GB      | 13MP             | 16MP           | Android 7.1 ColorOS 3.2   | 3200 mAh | Negre Or            |
| F7             | Març 2018         | 6.23" FULL HD+ (1080 x 2280 px) | MediaTek Helio P60      | -ROM: 64/128GB -RAM: 4/6GB   | 16MP             | 25MP           | Android 8.1 ColorOS 5     | 3400 mAh | Vermell Negre Plata |
| F7 Youth       | Maig 2018         | 6" FULL HD+ (1080 x 2160 px)    | MediaTek Helio P60      | -ROM: 64GB -RAM: 4GB         | 13MP             | 8MP            | Android 8.1 ColorOS 5.2   | 3410 mAh | Vermell Negre       |
| F9             | Agost 2018        | 6.3" FULL HD+ (1080 x 2340 px)  | MediaTek Helio P70      | -ROM: 64/128GB -RAM: 6GB     | 16MP             | 25MP           | Android 8.1 ColorOS 5.2   | 3500 mAh | Vermell Blau Lila   |
| F9 Pro         | Agost 2018        | 6.3" FULL HD+ (1080 x 2340 px)  | MediaTek Helio P60      | -ROM: 64GB -RAM: 4/6GB       | 16MP             | 25MP           | Android 8.1 ColorOS 5.2   | 3500 mAh | Vermell Blau Lila   |
| F11            | Març 2019         | 6.53" FULL HD+ (1080 x 2340 px) | MediaTek Helio P70      | -ROM: 64/128GB -RAM: 4/6GB   | 48MP             | 16MP           | Android 9.0 ColorOS 6     | 4020 mAh | Porpra Marble Blanc |
| F11 Pro        | Març 2019         | 6.53" FULL HD+ (1080 x 2340 px) | Mediatek Helio P70      | -ROM: 64/128GB -RAM: 4/6GB   | 48MP             | 16MP           | Android 9.0 ColorOS 6     | 4000 mAh | Negre VerdAurora    |
| F15 (Oppo A91) | Gener 2020        | 6.4" FULL HD+ (1080 x 2400 px)  | Mediatek Helio P70      | -ROM: 128GB -RAM: 8GB        | 48MP             | 16MP           | Android 9.0 ColorOS 6.1   | 4025 mAh | Negre Blanc         |
| F17            | Setembre 2020     | 6.44" (1080 x 2400 px)          | Qualcomm Snapdragon 662 | -ROM: 64/128GB -RAM: 4/6/8GB | 16MP             | 16MP           | Android 10 ColorOS 7.2    | 4015 mAh | Tronja Blau Plata   |

#### Sèries OPPO A
| MODEL                           | Sortida al mercat | Visualització                  | Chipset                                   | Memòria                    | Càmera posterior                                          | Càmera frontal | OS                                     | Sensor d'empremta digital | Bateria  |
| ------------------------------- | ----------------- | ------------------------------ | ----------------------------------------- | -------------------------- | --------------------------------------------------------- | -------------- | -------------------------------------- | ------------------------- | -------- |
| A33 (També conegut com a Neo 7) | Novembre 2015     | 5.0" HD (720 x 1280 px)        | Qualcomm Snapdragon 410 1.2 GHz Quad Core | -ROM: 16GB -RAM: 2GB       | 8MP                                                       | 5MP            | Android 5.1 (Lollipop) amb ColorOS 2.1 | NO                        | -        |
| A3s                             |                   | 6.2" HD+                       | Qualcomm Snapdragon 450                   | -ROM: 16/32GB -RAM: 2/3GB  | 13MP (ampla) 2MP (profunditat)                            | -              | Android 8.1 (Oreo) amb ColorOS 5.1     |                           | 4230 mAh |
| A1k                             | Abril 2019        | 6.1" HD+                       |                                           | -ROM: 32GB -RAM: 2GB       | 8MP amb AF                                                | 5MP            | Android 9.0 (Pie) amb ColorOS 6.0      | NO                        | 4000 mAh |
| A5 (2020)                       | Setembre 2019     | 6.5" HD+ (720 x 1600 px)       | Qualcomm Snapdragon 665                   | -ROM: 64/128GB -RAM: 3/4GB | 12MP (ampla) 8MP (Ultrawide) 2MP (Profunditat) 2MP (Mono) | 8MP            | Android 9 (Pie) amb ColorOS 6.1        | Trasera                   | 5000 mAh |
| A9 (2020)                       | Setembre 2019     | 6.5" HD+ (720 x 1600 px)       | Qualcomm Snapdragon 665                   | -ROM: 128GB -RAM: 8GB      | 48MP (ampla) 8MP (Ultrawide) 2MP (Profunditat) 2MP (Mono) | 16MP           | Android 9 (Pie) amb ColorOS 6.1        | Trasera                   | 5000 mAh |
| A31                             | Febrer 2020       | 6.5" HD+ (720 x 1600 px)       | MediaTek Helio P35                        | -ROM: 64/128GB -RAM: 3/4GB | 2MP (ampla) 2MP (Profunditat) 2MP (Macro)                 | 8MP            | Android 9 (Pie) amb ColorOS 6.1        | Trasera                   | 4230 mAh |
| A33 (2020)                      | Setembre 2020     | 6.5" 90 Hz HD+ (720 x 1600 px) | Qualcomm Snapdragon 460                   | -ROM: 32GB -RAM: 3GB       | 13MP (ampla) 2MP (Profunditat) 2MP (Macro)                | 8MP            | Android 10 amb ColorOS 7.2             | Trasera                   | 5000 mAh |
| A53 (2020)                      | Agost 2020        | 6.5" 90 Hz HD+ (720 x 1600 px) | Qualcomm Snapdragon 460                   | -ROM: 64/128GB -RAM: 4/6GB | 13MP (ampla) 2MP (Profunditat) 2MP (Macro)                | 16MP           | Android 10 amb ColorOS 7.2             | Trasera                   | 5000 mAh |
| A12                             | Abril 2020        | 6.22" HD+ (720 x 1520 px)      | MediaTek Helio P35                        | -ROM: 32/64GB -RAM: 3/4GB  | 13MP (ampla) 2MP (profunditat)                            | 5MP            | Android 10 with ColorOS 7              | Trasera                   | 4230 mAh |
| A52                             | Maig 2020         | 6.5" Full HD+ (1080 x 2400 px) | Qualcomm Snapdragon 665                   | -ROM: 128GB -RAM: 6GB/8GB  | 12MP (ampla) 8MP (Ultrawide) 2MP (Profunditat) 2MP (Mono) | 16MP           | Android 10 with ColorOS 7.1            | Costat                    | 5000 mAh |
| A92                             | Maig 2020         | 6.5" Full HD+ (1080 x 2400 px) | Qualcomm Snapdragon 665                   | -ROM: 128GB -RAM: 8GB      | 48MP (ampla) 8MP (Ultrawide) 2MP (Profunditat) 2MP (Mono) | 16MP           | Android 10 with ColorOS 7.1            | Costat                    | 5000 mAh |

#### Sèries OPPO Find

##### Find 5
L'Oppo Find 5 es va llançar als Estats Units el febrer de 2013. Presentava línies netes, una forma rectangular fina i un aspecte general elegant. L'Oppo Find 5 tenia una densitat de píxels de 441 ppm, el situa a la gamma més alta de telèfons mòbils amb pantalla HD en el seu moment de llançament. El juliol de 2013 es va llançar a la Xina l' Oppo Find 5. El processador s'ha canviat a Snapdragon 600 en lloc del Snapdragon S4 Pro. La versió d'Android també es va actualitzar a Android 4.2.2, mentre que altres especificacions van continuar sent les mateixes.

##### Find 7
L'Oppo Find 7 és un telèfon tauleta amb 3 GB de memòria RAM i un processador quad-core de 2,5 GHz. L'Oppo Find 7 també està disponible en una altra variant anomenada Find 7a, que té una pantalla de 1080p i 2 GB de RAM en comparació amb el Find 7, que presenta especificacions més altes. Es va anunciar el 19 de març de 2014 i es va llançar a l'abril de 2014. Té un disseny similar al OnePlus One llançat a l'abril de 2014.

##### Find X
L'Oppo Find X es va llançar el 19 de juny de 2018 a París. El Find X presenta un disseny diferent dels dissenys tradicionals de telèfons intel·ligents. Una càmera emergent li permet ser un telèfon intel·ligent de pantalla completa amb bisells mínims. Funciona amb el processador Qualcomm Snapdragon 845 i funciona amb Android 8.1 (Oreo) amb ColorOS 5.1

##### Find X2
L'Oppo Find X2 i X2 Pro es van llançar a nivell mundial el 6 de març de 2020, amb el processador Qualcomm Snapdragon 865, la càrrega Flash SuperVOOC 2.0 de 65W i el zoom híbrid 10X de Find X2 Pro.
| Model        | Sortida al mercat  | Visualització                                | Chipset                  | Memòria                      | Càmera posterior        | Càmera frontal | Bateria  | Càrrega ràpida    |
| ------------ | ------------------ | -------------------------------------------- | ------------------------ | ---------------------------- | ----------------------- | -------------- | -------- | ----------------- |
| Find X2 Lite | 21 de maig de 2020 | 6.4" Full HD+ (2400 × 1080 px) AMOLED        | Qualcomm Snapdragon 765G | -ROM: 128GB -RAM: 8GB        | 48MP + 8MP + 2x 2MP     | 32MP           | 4025 mAh | 30W VOOC 4.0      |
| Find X2 Neo  | 21 de maig de 2020 | 6.5" Full HD+ (2400 × 1080 px) 90 Hz AMOLED  | Qualcomm Snapdragon 765G | -ROM: 256GB -RAM: 12GB       | 48MP + 13MP + 8MP + 2MP | 44MP           | 4025 mAh | 30W VOOC 4.0      |
| Find X2      | 6 de març de 2020  | 6.7" Quad HD+ (3168 × 1440 px) 120 Hz AMOLED | Qualcomm Snapdragon 865  | -ROM: 128/256GB -RAM: 8/12GB | 48MP + 13MP + 12MP      | 32MP           | 4200 mAh | 65W SuperVOOC 2.0 |
| Find X2 Pro  | 6 de març de 2020  | 6.7" Quad HD+ (3168 × 1440 px) 120 Hz AMOLED | Qualcomm Snapdragon 865  | -ROM: 256/512GB -RAM: 12GB   | 2x 48MP + 13MP          | 32MP           | 4260 mAh | 65W SuperVOOC 2.0 |

#### Sèries Oppo N

##### N1
El 23 de setembre de 2013, Oppo va anunciar la N1, que té una pantalla de 5,9 ″ 1080p (373 ppi), processador Qualcomm Snapdragon 600 a 1,7 GHz, bateria de 3.610 mAh, 16 GB o 32 GB d'emmagatzematge, 2 GB de RAM i una càmera de 13 MP que pot girar, panell tàctil a la part posterior i opció de flash CyanogenMod. Es va publicar el desembre del 2013.

##### N3
Un successor, l'Oppo N3, té un preu de 449 dòlars a principis de 2016. El N3 té una pantalla Full HD de 5,5 "lleugerament més petita que la pantalla de 5,9" de l'N1. També té especificacions més potents amb el processador Qualcomm Snapdragon 801 amb 3 GB de RAM i 32 GB d'emmagatzematge. L'Oppo N3 té una càmera rotativa de 16MP amb lent Schneider que pot girar 360 ° cap a la part frontal com a càmera selfie. Funciona amb Android 4.4 KitKat amb interfície d'usuari ColorOS 2.1 personalitzada. El N3 té una bateria de 3000 mAh i un escàner d'empremtes digitals a la part posterior.

#### Sèries Oppo R
Les sèries OPPO R estan enfocades a la fotografia. Aquesta sèrie, Oppo R, va ser substituïda per la sèrie Oppo Reno.

##### R1S
L'abril de 2014, Oppo va llançar el R1S (també conegut com a Oppo R1L a Malàisia i Oppo R1K al Vietnam). Tenia 1 GB de RAM amb una pantalla de 5,0 polzades i funcionava amb un Quad Core de 1,6 GHz CortexA7. El telèfon funcionava amb Color OS 2.0 basat en Android 4.3 (Jelly Bean).

##### R3
Llançat el juny de 2014, el R3 té una pantalla de 5,0 polzades amb el chipset Qualcomm Snapdragon 400. El R3 té 1 GB de RAM i funcionava amb Android 4.3 Jelly Bean.

##### R5
Llançat el desembre de 2014, el R5 té una pantalla de 5,2 polzades i tenia 2 GB de RAM i funcionava amb Color OS 2.0 basat en Android 4.4.4 (KitKat).

##### R7 i R7 Plus
Al maig de 2015, Oppo va llançar el R7. El R7 té una pantalla de 5,0 polzades amb 3 GB de RAM i funciona amb Color OS 2.1 basat en Android 4.4.2 (KitKat).
El R7 Plus té una pantalla de 6,0 polzades amb 4 GB de RAM i funciona amb Color OS 2.1 basat en Android 4.4.2 (KitKat).

##### R7s
L'octubre de 2015, Oppo va llançar els R7. El R7s té una pantalla de 5,5 polzades amb 4 GB de RAM i funciona amb Color OS 2.1 basat en Android 4.4.2 (KitKat).

##### R9s i R9s Plus
L'octubre de 2016, Oppo va llançar els R9 amb els R9s Plus llançats més tard al desembre de 2016. El R9s té una pantalla de 5,5 polzades, mentre que el R9s Plus té una pantalla de 6,0 polzades. Tots dos tenien una càmera de 16MP i també funcionaven amb Color OS 3.0 basat en Android 6.0 (Marshamallow).

##### R11 i R11 Plus
Oppo va llançar el R11 a la Xina el juny del 2017, mentre que el R11 Plus es va llançar el juliol del 2017. Tots dos telèfons presentaven una configuració de doble càmera a la part posterior i funcionaven amb Color OS 3.1 basat en Android 7.1.1.

##### R11s i R11s Plus
Oppo va llançar els R11 a la Xina el novembre del 2017, mentre que el R11s Plus es va llançar el desembre del 2017. Tots dos telèfons presentaven una pantalla 18: 9 i una configuració de doble càmera a la part posterior i funcionaven amb Color OS 3.2 basat en Android 7.1.1 (Nougat).

##### R15 i R15 Pro
L'abril de 2018, Oppo va anunciar els Oppo R15 i R15 Pro. El R15 venia amb una pantalla de 6,2 polzades amb una osca, amb 6 GB de RAM i un processador Helio P60 Octa-core El R15 Pro venia amb una pantalla de 6,2 polzades amb una osca i 6 GB de RAM i utilitza un Snapdragon 660 AIE d'octa nucli (4x2,2 GHz Kryo 260 i 4x1,8 GHz Kryo 260). Tots dos tenien Color OS 5.0 basat en Android 8.1 Oreo.

##### R15x
L'octubre de 2018, Oppo va anunciar una addició de gamma alta a la sèrie R15 anomenada R15x. Compta amb una osca de gota d'aigua i un sensor d'empremtes digitals sota la pantalla. Va funcionar amb ColorOS 5.2.

##### R17 i R17 Pro
L'Oppo R17 i R17 Pro es van revelar oficialment el 23 d'agost de 2018 a Xangai i estaven disponibles el 30 d'agost a la Xina. Va estar disponible a tot el món el passat 10 d'octubre de 2018 amb els seus llocs web en anglès. Oppo també té un lloc web especial i un vídeo del patrimoni de la sèrie R. Compta amb una pantalla de 6,4 polzades amb una osca de gota d'aigua d'OPPO i una càmera de triple objectiu en el model “Pro”. Tots dos funcionen amb Color OS 5.2 basat en Android 8.1 Oreo amb Google Assistant i Lens i utilitzen un chipset Qualcomm Snapdragon 670 SoC o 710 amb 8 GB de RAM i 128 GB de memòria interna. Oppo r19 Dual Sim, 3G, 4G, VoLTE, Wi-Fi Snapdragon 710, Octa Core, 2,2 GHz Processador 6 GB RAM, 64 GB incorporada 3500 mAh Bateria de 6,4 polzades, 1080 x 2340 px Pantalla 48 MP + 5 MP Dual posterior i 25 Compatible amb targeta de memòria de càmera frontal MP, fins a 256 GB Android v8.1 (Oreo)

#### Sèrie Oppo K
La sèrie Oppo K és una nova sèrie de telèfons intel·ligents d'Oppo que se centra en dispositius de joc. El primer telèfon que es llançarà a la sèrie K és l'Oppo K1.

##### Oppo K1
L'Oppo K1 es va anunciar a l'esdeveniment especial d'Oppo a la Xina el 10 d'octubre de 2018. Inclou el llenguatge de disseny d'escalfament d'aigua dels telèfons Oppo i Vivo i un sensor d'empremta digital sota pantalla. La seva principal diferència respecte a les altres sèries Oppo és el seu chipset, amb un processador Snapdragon 660. Oppo K1 ve amb pantalla Full HD + AMOLED de 6,41 polzades. També té 4 GB de RAM i 64 GB d'emmagatzematge. El telèfon inclou una càmera dual de 16 MP + 2 MP i una càmera selfie de 25 MP. També inclou una bateria de 3600 mAh.

##### Oppo K3
L'Oppo K3 es va llançar oficialment el maig de 2019, però es va posar a la venda el 23 de juliol a través d'Amazon a l'Índia. El telèfon disposa de pantalla completa FHD + AMOLED de pantalla completa de 6,5 polzades i osca d'aigua. A més, el K3 comparteix dissenys, especificacions de maquinari i programari similars a Realme X, Snapdragon 710 SoC, ColorOS 6.0 basat en Android 9.0 Pie i escàner d'empremtes digitals sota pantalla. Ve amb 6 o 8 GB de RAM i 64 o 128 GB d'emmagatzematge. Hi ha una configuració de doble càmera de 16 MP + 2 MP a la part posterior i una càmera emergent motoritzada de 16 MP a la part frontal. Inclou una bateria de 3765 mAh amb tecnologia de càrrega ràpida VOOC 3.0.

##### Oppo K5
L'Oppo K5 es va anunciar el 10 d'octubre de 2019. El telèfon té una pantalla AMOLED de 6,4 polzades amb resolució Full HD + amb una relació d'aspecte de 19,5: 9. També compta amb un escàner d'empremtes digitals sota pantalla. Oppo K5 funciona amb el processador Qualcomm Snapdragon 730G amb 6 o 8 GB de RAM i 128/256 GB d'emmagatzematge, que inclou una bateria de 4000 mAh amb càrrega ràpida VOOC 4.0 30 W, que es pot carregar del 0 al 67% en 30 minuts i es pot carregar completament en 73 minuts. També té una configuració de càmera quadruple de 64MP + 8MP + 2MP + 2MP i una càmera selfie de 32MP a la gota d'aigua. El K5 funciona amb Android 9.0 Pie amb interfície d'usuari ColorOS 6.1 personalitzada.

#### Sèrie Oppo Reno
La sèrie de telèfons intel·ligents de la Sèrie Oppo Reno d'Oppo, centrada en la càmera. Va ser el successor de l'Oppo R Series.

##### Oppo Reno
Al maig de 2019, Oppo va llançar el Reno. L'Oppo Reno té una pantalla HD + AMOLED de 6,6 polzades que està protegida per Gorilla Glass 6. El telèfon funciona amb Qualcomm Snapdragon 855 Soc, que està acoblat amb 8 GB de RAM i 256 GB d'emmagatzematge intern. Pel que fa al programari, el telèfon venia amb Android 9.0, que es personalitza amb la capa de ColorOS 6. A la secció fotogràfica té una càmera posterior de 48 MP + 13 MP + 8 MP juntament amb una finestra emergent motoritzada de 16 MP per a selfies.
| Model         | Sortida al mercat | Visualització         | Chipset                 | Memòria                        | Càmera posterior                                                 | Càmera frontal | Bateria  | Càrrega ràpida |
| ------------- | ----------------- | --------------------- | ----------------------- | ------------------------------ | ---------------------------------------------------------------- | -------------- | -------- | -------------- |
| Reno Z        | Juny 2019         | 6.4" 2340×1080 AMOLED | MediaTek Helio P70      | -ROM: 128/256GB -RAM: 4/6/8GB  | 48MP (Wide) 5MP (Depth)                                          | 32MP           | 4035 mAh | 20W VOOC 3.0   |
| Reno          | Abril 2019        | 6.4" 2340×1080 AMOLED | Qualcomm Snapdragon 710 | -ROM: 128/256GB -RAM: 6/8GB    | 48MP (Wide) 5MP (Depth)                                          | 16MP           | 3765 mAh | 20W VOOC       |
| Reno A        | Octubre 2019      | 6.4" 2340×1080 AMOLED | Qualcomm Snapdragon 710 | -ROM: 128GB -RAM: 6GB          | 16MP (Wide) 2MP (Depth)                                          | 25MP           | 3600 mAh | N/A            |
| Reno 10x Zoom | Juny 2019         | 6.6" 2340×1080 AMOLED | Qualcomm Snapdragon 855 | -ROM: 128/256GB -RAM: 6/8/12GB | 48MP (Wide) 13MP (Telephoto amb 10x Hybrid Zoom) 8MP (Ultrawide) | 16MP           | 4065 mAh | 20W VOOC 3.0   |
| Reno 5G       | Maig 2019         | 6.6" 2340×1080 AMOLED | Qualcomm Snapdragon 855 | -ROM: 256GB -RAM: 8GB          | 48MP (Wide) 13MP (Telephoto amb 10x Hybrid Zoom) 8MP (Ultrawide) | 16MP           | 4065 mAh | 20W VOOC 3.0   |

##### Oppo Reno2
A l'octubre de 2019, Oppo va revelar la segona generació de telèfons Oppo Reno, el Reno 2, Reno 2F, juntament amb el Reno 2Z, exclusiu de l'Índia. La sèrie Reno 2 té el mateix disseny de pantalla panoràmica. Reno 2 té una pantalla AMOLED Full HD + Sunlight de 6,55 "amb processador Qualcomm Snapdragon 730G, 8 GB de RAM i 256 GB d'emmagatzematge. També té una configuració de quatre càmeres amb un sensor principal Sony IMX586 de 48MP + 13MP + 8MP + 2MP. El Reno 2F té una pantalla AMOLED Full HD de 6,5 polzades, alimentat pel processador Mediatek Helio P70 de gamma mitjana amb la mateixa quantitat de RAM i 128 GB d'emmagatzematge. Té un sistema de càmera quad amb 48MP + 8MP + 2MP + 2MP primaris. El Reno 2Z té una pantalla AMOLED Full HD de 6,5 polzades, alimentada pel chipset Mediatek Helio P90 amb 8 GB de RAM amb 128 GB d'emmagatzematge. Els tres telèfons tenen una càmera selfie de 16 MP i una bateria de 4000 mAh amb càrrega ràpida VOOC 3.0 20 W.
| Model   | Sortida al mercat | Visualització                            | Chipset                  | Memòria                   | Càmera posterior                                                                | Càmera frontal | Bateria  | Càrrega ràpida |
| ------- | ----------------- | ---------------------------------------- | ------------------------ | ------------------------- | ------------------------------------------------------------------------------- | -------------- | -------- | -------------- |
| Reno2 F | octubre 2019      | 6.5" Full HD+ (2340 × 1080 pixel) AMOLED | MediaTek Helio P70       | -ROM: 128GB -RAM: 8GB     | 48MP (ampla) 8MP (Ultrawide) 2MP (Profunditat) 2MP (Mono)                       | 16MP           | 4000 mAh | 20W VOOC 3.0   |
| Reno2 Z | setembre 2019     | 6.5" Full HD+ (2340 × 1080 pixel) AMOLED | MediaTek Helio P90       | -ROM: 128/256GB -RAM: 8GB | 48MP (ampla) 8MP (Ultrawide) 2MP (Profunditat) 2MP (Mono)                       | 16MP           | 4000 mAh | 20W VOOC 3.0   |
| Reno2   | setembre 2019     | 6.5" Full HD+ (2400 × 1080 pixel) AMOLED | Qualcomm Snapdragon 730G | -ROM: 128/256GB -RAM: 8GB | 48MP (ampla) 8MP (Ultrawide) 13MP (teleobjectiu amb zoom 20x) 2MP (profunditat) | 16MP           | 4000 mAh | 20W VOOC 3.0   |

##### Oppo Ace
L'octubre de 2019, Oppo va llançar Reno Ace a la Xina. Reno Ace alimentat per Qualcomm Snapdragon 855+ Soc té una pantalla tàctil capacitiva AMOLED de 6,5 polzades que està protegida per la tecnologia Gorilla Glass 6. També disposa de dues variants de 8 GB de RAM amb 128 GB d'emmagatzematge intern i 8 GB amb 256 GB d'emmagatzematge. També inclou una bateria de 4.000 mAh que es recarrega al 100% en només 30 minuts mitjançant la tecnologia de càrrega ràpida de 65W.
| Model    | Sortida al mercat | Visualització                | Chipset                  | Memòria                      | Càmera posterior                                              | Càmera frontal | Bateria  | Càrrega ràpida    |
| -------- | ----------------- | ---------------------------- | ------------------------ | ---------------------------- | ------------------------------------------------------------- | -------------- | -------- | ----------------- |
| Reno Ace | octubre 2019      | 6.5" 2400×1080 90 Hz AMOLED  | Qualcomm Snapdragon 855+ | -ROM: 128/256GB -RAM: 8/12GB | 48MP (Wide) 8MP (Ultrawide) 13MP (Telephoto) 2MP (Monochrome) | 16MP           | 4000 mAh | 65W SuperVOOC 2.0 |
| Ace2     | abril 2020        | 6.55" 2400×1080 90 Hz AMOLED | Qualcomm Snapdragon 865  | -ROM: 128/256GB -RAM: 8/12GB | 48MP (Wide) 8MP (Ultrawide) 2MP (Depth) 2MP (Monochrome)      | 16MP           | 4000 mAh | 65W SuperVOOC 2.0 |

##### Oppo Reno 3
| Model        | Sortida al mercat | Visualització                               | Chipset                  | Memòria                      | Càmera posterior                                                   | Càmera frontal                 | Bateria  | Càrrega ràpida |
| ------------ | ----------------- | ------------------------------------------- | ------------------------ | ---------------------------- | ------------------------------------------------------------------ | ------------------------------ | -------- | -------------- |
| Reno3 5G     | Decembre 2019     | 6.4" Full HD+ (2400 × 1080 px) AMOLED       | MediaTek Dimensity 1000L | -ROM: 128GB -RAM: 8/12GB     | 64MP (ampla) 8MP (Ultrawide) 2MP (monocrom) 2MP (profunditat)      | 32MP                           | 4025 mAh | 30W VOOC 4.0   |
| Reno3 Pro 5G | Decembre 2019     | 6.5" 90 Hz Full HD+ (2400 × 1080 px) AMOLED | Qualcomm Snapdragon 765G | -ROM: 128/256GB -RAM: 8/12GB | 48MP (ampla) 8MP (Ultrawide) 13MP (teleobjectiu) 2MP (monocrom)    | 32MP                           | 4025 mAh | 30W VOOC 4.0   |
| Reno3        | Maig 2020         | 6.4" Full HD+ (2400 × 1080 px) AMOLED       | MediaTek Helio P90       | -ROM: 128GB -RAM: 8GB        | 48MP (ampla) 8MP (Ultrawide) 13MP (teleobjectiu) 2MP (monocrom)    | 44MP                           | 4025 mAh | 20W VOOC 3.0   |
| Reno3 Pro    | Maig 2020         | 6.4" Full HD+ (2400 × 1080 px) AMOLED       | MediaTek Helio P95       | -ROM: 128/256GB -RAM: 8GB    | 64MP (ampla) 8MP (Ultrawide) 13MP (teleobjectiu) 2MP (profunditat) | 44MP (ampla) 2MP (profunditat) | 4025 mAh | 30W VOOC 4.0   |
| Reno3 Youth  | Febrer 2020       | 6.4" Full HD+ (2400 × 1080 px) AMOLED       | Qualcomm Snapdragon 765G | -ROM: 128GB -RAM: 8GB        | 48MP (ampla) 8MP (Ultrawide) 2MP (monocrom) 2MP (profunditat)      | 32MP                           | 4025 mAh | 30W VOOC 4.0   |

##### Oppo Reno4
| Model        | Sortida al mercat | Visualització                                    | Chipset                  | Memòria                      | Càmera posterior                                           | Càmera frontal                 | Bateria  | Càrrega ràpida    |
| ------------ | ----------------- | ------------------------------------------------ | ------------------------ | ---------------------------- | ---------------------------------------------------------- | ------------------------------ | -------- | ----------------- |
| Reno4 5G     | juny 2020         | 6.43" Full HD+ (2400 × 1080) AMOLED              | Qualcomm Snapdragon 765G | -ROM: 128/256GB -RAM: 8GB    | 48MP (ampla) 8MP (Ultrawide) 2MP (Profunditat)             | 32MP (ampla) 2MP (profunditat) | 4000 mAh | 65W SuperVOOC 2.0 |
| Reno4 Pro 5G | juny 2020         | 6.55" 90 Hz Full HD+ (2400×1080) AMOLED          | Qualcomm Snapdragon 765G | -ROM: 128/256GB -RAM: 8/12GB | 48MP (ampla) 12MP (Ultrawide) 13MP (Profunditat)           | 32MP                           | 4000 mAh | 65W SuperVOOC 2.0 |
| Reno4        | Agost 2020        | 6.4" Full HD+ (2400 × 1080) AMOLED               | Qualcomm Snapdragon 720G | -ROM: 128GB -RAM: 8GB        | 48MP (ampla) 8MP (Ultrawide) 2MP (Macro) 2MP (monocrom)    | 32MP                           | 4015 mAh | 30W VOOC 4.0      |
| Reno4 Pro    | Agost 2020        | 6.5" 90 Hz Full HD+ (2400 × 1080) AMOLED         | Qualcomm Snapdragon 720G | -ROM: 128/256GB -RAM: 8GB    | 48MP (ampla) 8MP (Ultrawide) 2MP (Macro) 2MP (monocrom)    | 32MP                           | 4000 mAh | 65W SuperVOOC 2.0 |
| Reno4 SE     | Setembre 2020     | 6.43" Full HD+ (2400 × 1080) AMOLED              | MediaTek Dimensity 720   | -ROM: 128/256GB -RAM: 8GB    | 48MP (ampla) 8MP (Ultrawide) 2MP (Profunditat)             | 32MP                           | 4300mAh  | 65W SuperVOOC 2.0 |
| Reno4 Lite/F | Setembre 2020     | 6.43" Full HD+ (2400 × 1080) AMOLED              | MediaTek Helio P95       | -ROM: 128GB -RAM: 8GB        | 48MP (ampla) 8MP (Ultrawide) 2MP (Macro) 2MP (Profunditat) | 16MP (ampla) 2MP (profunditat) | 4015mAh  | 30W VOOC 4.0      |
| Reno4 Z 4G   | octubre 2020      | 6.57" 120 Hz Full HD+ (2400 × 1080) LTPS IPS LCD | MediaTek Dimensity 800   | -ROM: 128GB -RAM: 8GB        | 48MP (ampla) 8MP (Ultrawide) 2MP (Macro) 2MP (Profunditat) | 16MP (ampla) 2MP (profunditat) | 4000mAh  | 18W               |

### Auriculars i amplificadors
El 2014, Oppo va llançar diversos auriculars i amplificadors de gamma alta. Els auriculars insígnia PM-1 i PM-2 juntament amb l'amplificador d'escriptori HA-1 han estat fortament promocionats a la comunitat d'àudio. Un blogger declara que el PM-1 és "gairebé perfecte".
El HA-2, llançat el 2015, era una versió portàtil de l'ampli / DAC HA-1, que tenia una opció de bateria i una carcassa de cuir cosida. El telèfon reproduïa música en temps real amb l'HA-2 (mitjançant el cable micro USB Android o el cable llamp iOS, o el cable USB inclòs des de l'ordinador). També es pot carregar mitjançant un kit de càrrega "carregador ràpid" inclòs. La funció de paquet de bateries només es pot utilitzar simultàniament mentre l'HA-2 s’utilitza per reproduir música si el dispositiu de reproducció (font) és un dispositiu Apple iOS. A l'octubre de 2016, es va llançar una versió actualitzada amb un nou xip DAC i ara anomenat HA-2SE. En cas contrari, era el mateix que l'HA-2.

### Rellotges intel·ligents
Oppo va llançar el seu primer rellotge intel·ligent, l'Oppo Watch, el 6 de març de 2020 al mercat intern xinès.

## Cyanogenmod
Oppo N1 és el primer smartphone que obté el vistiplau de Google per comercialitzar amb el firmware Cyanogenmod.